# Chase Tower (Indianapolis)
Pour les articles homonymes, voir Chase Tower.
La Chase Tower est un gratte-ciel de bureaux situé à Indianapolis (Indiana, États-Unis).
Il est actuellement l'immeuble le plus élevé de la ville et de l'Indiana.